# AboutUs.com
AboutUS.com은 위키 인터넷 도메인 디렉터리이다. 자신들의 콘텐츠에 관한 정보와 함께 웹사이트를 나열한다. 위키로서 AboutUS는 인터넷 사용자들이 항목을 추가하거나 정보를 수정할 수 있게 한다.
레이 킹, 제이 웨스터달, 폴 스토라는 2005년 AboutUs를 설립하였다. 2006년에 미국 오리건주 포틀랜드의 직원 5명이 이 사이트를 개발했다. 직원 수는 30명 이상으로 증가하여 파키스탄의 사무소를 포함하여 2개 대륙으로 확장되었다.
AboutUs는 2008년 7월 기준으로 최소 미국 방문자 수 1,400,000명이 있다. 이들은 도메인 이름 "AboutUs.org"를 사용하곤 했지만 2010년 5월 "AboutUs.com" 하의 새로운 사이트로 이동했다. 트래픽과 소득이 가파르게 감소하였으며 2013년 AboutUs.com과 자산은 덴버에 위치한 콜로라도 유한 기업 Omkarasana LLC에 인수되었다. 이 새 기업은 그 뒤로 웹사이트를 다시 디자인하였고 인프라를 아마존 웹 서비스로 이관한 다음 방문객과 소득이 증가되었다.

## 같이 보기
- DMOZ
- 알렉사 인터넷